# Vom Haß getrieben
Vom Haß getrieben (Originaltitel: Riders) ist ein britischer Fernsehfilm aus dem Jahr 1993, der auf den gleichnamigen Riders-Roman von Jilly Cooper beruht.

## Handlung
Die Geschichte spielt in den späten 1970er und frühen 1980er Jahren in der Region Cotswolds in England und konzentriert sich auf das Leben einer Gruppe von ruhm- und geldhungrigen Weltklasse-Springreitern.
Der Roman behandelt die Rivalität zwischen Rupert Campbell-Black und Jake Lovell und bietet nebenbei Einblicke in das Leben dieser Gemeinschaft der Weltklassereiter, ihrer Pferde, Pfleger und Familien und zeigt dem Leser so die Höhen und Tiefen des Lebens in der Pferdewelt.
Der finale Showdown sind die Olympischen Spiele 1984 in Los Angeles.

## Hintergrund
Die Dreharbeiten dauerten vom 1. Juli bis zum 21. September 1992 an. Die Bildaufnahmen entstanden mit einem Seitenverhältnis von 1.33:1 und wurden in Stereo aufgenommen. An der Filmproduktion war die Filmproduktionsfirma Anglia Films beteiligt, die Verleihrechte besitzt Independent Television.
Vom Haß getrieben hatte seine Premiere am 6. September 1993 im britischen Fernsehen. Ab dem 13. Juli 2000 wurde der Film bei Amazon als DVD-Version verkauft. Andere Quellen geben an, dass der Film am 8. August 2000 unter dem Titel Riders und im Anschluss ab dem 14. Juni 2004 unter dem Titel Jilly Cooper´s Riders veröffentlicht wurde.
Der Film wurde im Vereinigten Königreich mit der Altersfreigabe ab 15 Jahren freigeben.

## Kritiken
Die Romanverfilmung erhielt gegenüber dem Bestsellerroman größtenteils negative Bewertungen und Gabrielle Beaumont sei „zu schmalzverliebt“.

„Doof wie Stroh: Da wiehern ja die Pferde“